# Hypsoblennius invemar
Hypsoblennius invemar är en fiskart som beskrevs av Smith-vaniz och Acero P., 1980. Hypsoblennius invemar ingår i släktet Hypsoblennius och familjen Blenniidae. Inga underarter finns listade i Catalogue of Life.